# فرودگاه برزیل، بارا
فرودگاه برزیل، بارا (به انگلیسی: Barra Airport (Brazil)) (به زبان بومی: Aeroporto de Barra) یک فرودگاه همگانی مسافربری با کد یاتا BQQ است که یک باند فرود آسفالت دارد و طول باند آن ۴۲۶۵ متر است. این فرودگاه در کشور برزیل قرار دارد و در ارتفاع ۴۱۰ متری از سطح دریا واقع شده‌است.